# طاهر شاه
سيد طاهر الهاشمي (و. 16 نوفمبر 1966) الشهير طاهر شاه ((بالفارسية: طاهر شاه)(بالكجراتية: તાહિર શાહ) هو كاتب وصحفي وصانع أفلام وثائقية بريطاني ذو أصول أفغانية - هندية. يسكن في مدينة الدار البيضاء المغربية.

## عائلة وحياة شخصية
ولد شاه لعائلة السادة، وكلمة «سيد» في الهند لقب يطلق على أحفاد مُحَمَّد نبي الإسلام عن طريق حفيديه حسن وحسين ابني علي بن أبي طالب، وعائلة شاه من بغمان التي لا تبعد عن كابل بكثير. والدته من أصل هندي بارسي[./Tahir_Shah#cite_note-Parsi-2 ووالده كان الكاتب والمعلم الصوفي إدريس شاه. أخته الكبرى هي صانعة الأفلام الوثائقية سائرة شاه. وله أخت توائم أيضا وهي الكاتبة صافية نفيسة شاه.
وُلد شاه وتربى في بريطانيا. كان والده يؤمن بأهمية التعلم مدى الحياة، ما أثر على أدبه. تلقى طاهر شاه تعليمه في مدرسة بريانستن بمدينة دورست الإنجليزية[./Tahir_Shah#cite_note-NYTOwens-3 وفي جامعات في لندن ونيروبي وسان دييغو. في 2003 وهو متعب من المعيشة في شقة في لندن، انتقل إلى المغرب مع زوجته رشانة وابنيهما الصغيرين، حيث اشتروا قصرا قديما في الدار البيضاء وهو يقع وسط مدينة أكواخ كبيرة. كتابه «دار الخليفة» يتبع متاعب ومسرات إدماجهم في حياتهم الجديدة.

## أسلوب أدبي
أسلوب شاه الأدبي أسلوب بسيط النثر وكثير المرح، فينوي أن يعلم ويفيد قرائه ويروق لهم في نفس الوقت.

## أعمال
- Cultural Research, (editor) for the London-based Institute for Cultural Research
- The Middle East Bedside Book, Octagon Press, 1991
- Journey Through Namibia, Camerapix, 1994
- Spectrum Guide to Jordan, Spectrum Guides, 1994
- Beyond the Devil's Teeth, Octagon Press, 1995
- Sorcerer's Apprentice, Weidenfeld & Nicolson, 1998
- Trail of Feathers, Weidenfeld & Nicolson, 2001
- In Search of King Solomon's Mines, John Murray, 2002
- House of the Tiger King, John Murray, 2004
- The Caliph's House, Doubleday, 2006
- In Arabian Nights, Bantam, 2008
- Travels With Myself: Collected Work, Mosaique, 2011
- Timbuctoo, Secretum Mundi, 2012
- Scorpion Soup, Secretum Mundi, 2013
- Three Essays, Secretum Mundi, 2013
- Eye Spy, Secretum Mundi, 2013
- Casablanca Blues, Secretum Mundi, 2013
- Paris Syndrome, Secretum Mundi, 2014